# Patrolowce typu Cyclone
Patrolowce typu Cyclone – czternaście amerykańskich patrolowców zwodowanych w latach 90.
Wszystkie okręty z wyjątkiem jednostki wiodącej typu, USS Cyclone (przekazanego Filipinom), wciąż służą w US Navy, niektóre z kilkuletnią przerwą na służbę w Straży Wybrzeża. W latach 2011–2012 część Cyclone’ów przebazowano do Manamy w obliczu zaostrzania się stosunków z Iranem.
Głównym zadaniem jednostek typu Cyclone jest zabezpieczanie działań na wodach przybrzeżnych, ich uzbrojenie stanowią więc karabiny maszynowe i działka Bushmaster kalibru 25 mm oraz granatniki. U ich podstaw leży także zapotrzebowanie na jednostkę transportującą SEALs na miejsce akcji, okazały się jednak zbyt duże do tego celu.

## Lista okrętów
| Nazwa       | Numer | W służbie od–do | Port macierzysty | Obecnie | NVR   |
| ----------- | ----- | --------------- | ---------------- | --- | ----- |
| Cyclone     | PC-1  | 1993–2000       | –                | Przeniesiony do Straży Wybrzeża w lutym 2000 roku (jako USCGC Cyclone), następnie przekazany Filipinom w marcu 2004 roku jako BRP Mariano Alvarez (PS-38). | PC-1  |
| Tempest     | PC-2  | 1993–           | Little Creek     | W czynnej służbie | PC-2  |
| Hurricane   | PC-3  | 1993–           | Little Creek     | W czynnej służbie | PC-3  |
| Monsoon     | PC-4  | 1994–           | Little Creek     | W czynnej służbie | PC-4  |
| Typhoon     | PC-5  | 1994–           | Manama           | W czynnej służbie | PC-5  |
| Sirocco     | PC-6  | 1994–           | Manama           | W czynnej służbie | PC-6  |
| Squall      | PC-7  | 1994–           | Little Creek     | W czynnej służbie | PC-7  |
| Zephyr      | PC-8  | 1994–2004 2011– | Pascagoula       | Wypożyczony Straży Wybrzeża, służył jako USCGC Zephyr (WPC-8)                                                                                              | PC-8  |
| Chinook     | PC-9  | 1995–           | Manama           | W czynnej służbie | PC-9  |
| Firebolt    | PC-10 | 1995–           | Manama           | W czynnej służbie | PC-10 |
| Whirlwind   | PC-11 | 1995–           | Manama           | W czynnej służbie | PC-11 |
| Thunderbolt | PC-12 | 1995–           | Little Creek     | W czynnej służbie | PC-12 |
| Shamal      | PC-13 | 1996–2004 2011– | Pascagoula       | Wypożyczony Straży Wybrzeża, służył jako USCGC Shamal (WPC-13)                                                                                             | PC-13 |
| Tornado     | PC-14 | 2000–2004 2011– | Pascagoula       | Wypożyczony Straży Wybrzeża, służył jako USCGC Tornado (WPC-14)                                                                                            | PC-14 |